# Daniel Negreanu
Daniel Negreanu (ur. 26 lipca 1974 w Toronto w Kanadzie) – kanadyjski pokerzysta, mieszkający w Las Vegas w stanie Nevada. Posiada siedem bransolet World Series of Poker oraz dwa tytuły Mistrza World Poker Tour.

## Wczesne lata
Negreanu urodził się w Toronto, Ontario, Kanada. Jego rodzice Annie i Constantin wyjechali z Rumunii w 1967 roku, aby zacząć nowe życie w USA; ostatecznie, zamieszkali jednak w Toronto. 
W młodości, Daniel chciał zostać profesjonalnym snookerzystą, jednak w wieku 15 lat nauczył się grać w pokera. W wieku 22 lat przeprowadził się do Las Vegas, by tam rozpocząć swoją pokerową karierę.

## World Series of Poker
| Rok  | Turniej                         | Wygrana        |
| ---- | ------------------------------- | -------------- |
| 1998 | Pot Limit Hold'em               | $169,460 USD   |
| 2003 | S.H.O.E.                        | $100,440 USD   |
| 2004 | Limit Hold'em                   | $169,100 USD   |
| 2008 | Limit Hold'em                   | $204,874 USD   |
| 2013 | Asia Pacific - No Limit Hold'em | $1,038,825 AUD |
| 2013 | Europe                          | €725,000       |
| 2024 | Poker Players Championship      | $1,178,703 USD |